# 1815年逝世人物列表
1815年逝世人物列表：1月 - 2月 - 3月 - 4月 - 5月 - 6月 - 7月 - 8月 - 9月 - 10月 - 11月 - 12月
下面是1815年逝世的知名人士列表。

## 1月

### 2日
- 喬治·蓋爾，美國政治家

### 3日
- 約翰·卡爾·科瑟姆，德國園丁和植物育種家
- 威廉·馬克西米利安·拉貝·馮·帕彭海姆，地主、官員、法院官員
- 弗朗索瓦絲·瑪麗·安托瓦內特·索德羅特，法國女演員

### 5日
- 安東·威廉·馮·埃斯托克，普魯士騎兵將軍
- 約瑟夫·安東·桑布加，天主教神學家和教育家

### 8日
- 克勞德-朱斯特-亞歷山大·羅格朗，法國將軍
- 戈特利布·弗里德里希·奧托，德語教師、牧師和詞典編纂者
- 愛德華·邁克爾·派克納姆，英國少將

### 9日
- 喬瓦尼·卡斯蒂廖內，義大利神職人員，奧西莫主教和紅衣主教
- 約翰·路德維希·施洛瑟，詩人，路德宗神學家，貝爾格多夫牧師

### 10日
- Belshazzar Hacquet，科學家

### 16日
- 汉密尔顿夫人埃玛，政治活躍的英國，霍雷肖·納爾遜的情人
- 丹尼爾·卡菲，德國畫家
- 約瑟夫·費雷爾·貝爾特蘭，阿拉貢-加泰羅尼亞作曲家和管風琴家

### 17日
- 喬瓦尼·巴蒂斯塔·蒙特吉亞，義大利外科醫生

### 18日
- 斯坦尼斯拉斯·德·布弗勒斯，法國作家、軍事和殖民官員

### 21日
- 馬蒂亞斯·克勞迪烏斯，德國詩人和記者，具有民歌般的詩人，但相當奇特的詩歌藝術
- 約翰·威廉·溫特，德國建築師和畫家

### 24日
- 查理斯·馬萊特，英國東印度公司官員

### 26日
- 盧德維格·馮·漢克斯萊登，德國軍官、莊園主和政治家
- 老大衛·馮·懷斯，蘇黎世市長

### 28日
- 安東·德雷西格，德累斯頓的德國宮廷管風琴家和合唱團指揮
- 伊萬·伊萬諾維奇·捷列貝涅夫，俄羅斯雕塑家和漫畫家

### 29日
- 阿諾德斯·范德霍斯特，美國政治家

### 30日
- 約翰·卡爾·丹尼爾·庫里奧，漢堡教師、私人教師和公關人員
- 約翰·海因里希·塞德爾，德國園丁和植物育種家

### 31日
- 弗朗切斯科·薩維里奧·比安奇，義大利僧侶和神秘主義者
- 弗朗茨·貝內迪克特·赫爾曼，奧地利礦業專家
- 約翰·克利斯蒂安·馮·亨特，普魯士中將，索恩司令
- 卡羅琳·馮·林辛根，克拉倫斯公爵的早戀

## 2月

### 3日
- 尼克勞斯·普爾切特，瑞士建築大師和政治家

### 4日
- 薩洛蒙·佛羅倫薩，義大利猶太詩人
- 奧古斯特·羅巴茨，奧地利雕塑家

### 8日
- 恩斯特·克利斯蒂安·馮·科斯波，普魯士中將

### 9日
- 艾倫·哈欽斯，愛爾蘭植物學家

### 12日
- 艾蒂安·瑪麗·安托萬（Étienne Marie Antoine），南蘇蒂冠軍，騎兵將軍

### 14日
- 喬治·薩克維爾，第四代多塞特公爵，英國同儕和政治家
- 保羅·路德維希·西蒙，普魯士建築師和科學家

### 19日
- 萊昂哈德·馮·考爾，奧地利作曲家和吉他手
- 約翰·菲德爾·埃爾格萊特，奧地利樞密院議員和金融專家

### 20日
- 約翰·克裡斯托夫·格奧爾格·阿德勒，德國法學家

### 21日
- 克利斯蒂安·萊斯特，德國教育家、數學家和地理學家
- 約翰·克裡斯托夫·韋德克，德國新教神學家

### 22日
- 史密森·坦南特，英國化學家，發現了銥和鋗元素
- 西蒙·奧爾科特，美國政治家

### 24日
- 罗伯特·富尔顿，美國發明家

### 25日
- 約翰·索羅爾德，第九代男爵，英國貴族和政治家

### 26日
- 薩克森-科堡-薩爾費爾德的約西亞斯親王，奧地利將軍
- 查理斯·德·維勒斯，法國軍官和哲學家

### 27日
- 約翰·克利斯蒂安·邁爾，德國教育家、牧師和作家

### 28日
- 約翰·克裡斯托夫·弗里施，柏林的普魯士宮廷畫家
- 伯納德·朱爾努-奧伯，法國政治家、學者和船東
- 克利斯蒂安·索菲·路德維希，德國作家
- Plancher-Valcour（普朗徹-瓦爾庫爾），法國演員和劇作家

### 日期不詳
- 羅伯特·多德，英國海洋畫家

## 3月

### 1日
- 約翰·馬庫斯·大衛，德國畫家

### 2日
- 弗朗切斯科·巴托洛齊，義大利雕刻師

### 4日
- 弗朗西丝·阿宾顿，英國女演員

### 5日
- 弗朗茨·梅斯梅尔，德國動物磁力的開發者

### 8日
- 卡爾·多米尼克·馮·雷丁，瑞士政治家

### 12日
- 大衛·巴德，美國政治家

### 14日
- 約翰·格奧爾格·羅森米勒，德國新教神學家

### 16日
- 伊萬·皮烏阿留-莫爾納，羅馬尼亞眼科醫生和作家

### 18日
- 恩斯特·克裡斯托夫·格拉特瑙爾，德國書商和出版商

### 20日
- 趙榮，軍人，中國基督教殉道者

### 23日
- 約翰·沃爾奇，德國印刷商、畫家、製圖員、雕刻師、製圖師和圖形出版商

### 26日
- 第九世达赖喇嘛

### 27日
- 弗里德里希·阿爾伯特·齊默爾曼，西里西亞地理學家和區域歷史學家

### 31日
- 路德維希·海因里希·費迪南德·奧利維爾，瑞士血統的德國教育家

## 4月

### 1日
- 撒母耳·利傑布拉德，瑞典植物學家
- 弗里德里希·克利斯蒂安·呂爾曼，德國教育家
- 卡爾·路德維希·馮·施拉姆，普魯士少將

### 2日
- 卡爾·戈特利布·韋瑟，德國雕塑家

### 3日
- 何塞·德·科爾多瓦·拉莫斯，西班牙探險家和海軍指揮官

### 7日
- 弗裡德里希·威廉·馮·德·舒倫堡-凱內特，普魯士軍官，最後一位騎兵將軍，總局和Oberkriegskollegium的部長

### 8日
- 雅各·揚·雷巴，波西米亞教師、清唱家和作曲家

### 10日
- 威廉·罗克斯堡，蘇格蘭醫生和植物學家

### 13日
- 愛德華·愛德華茲，英國海軍軍官和探險家

### 14日
- 約翰·利奧波德·康斯坦丁·馮·拉裡施，普魯士皇家少將

### 15日
- 尼古拉·巴尼，杜布羅夫尼克大主教
- 弗朗茨·澤維爾·普羅查茲卡，捷克畫家
- Henriette Philippine 客房，格林兄弟的姨媽

### 17日
- 約翰·戈特弗裡德·哈斯，德國古典語言學家、希伯來學者、羅曼語語言學家、語法學家和詞典編纂者
- 菲力浦·西吉斯蒙德·馮·萊佩爾，烏澤多姆-沃林區行政長官

### 20日
- 威廉·弗里德里希·多米耶，漢諾威宮廷醫生
- 卡羅琳·舒爾茨-庫默菲爾德，德國戲劇女演員

### 21日
- 約翰·克裡斯托夫·曼伯格（Johann Christoph Mainberger），德國管風琴家和作曲家
- 約瑟夫·溫斯頓，美國政治家

### 22日
- 約翰·欣里希·羅丁（Johann Hinrich Röding），德國作家和茶商

### 24日
- 西爾維烏斯·弗裡德里希·馮·弗蘭肯伯格和路德維希·多夫，哥達議會和部長

### 25日
- 朴齊家，韓國政治家和新儒家哲學家

### 26日
- 皮埃爾·馬蒂厄·朱伯特，昂古萊姆主教，法國國民制憲會議議員，政治家
- 卡斯滕·尼布爾，德裔丹麥數學家、製圖師和探險家

### 29日
- 辛克萊的以撒，德國外交官和作家

### 30日
- 讓·約瑟夫·特蘭肖，法國地理學家

## 5月

### 5日
- 費利佩·羅德裡格斯，西班牙管風琴家、作曲家和僧侶
- 弗里德里希·威廉·馮·蘇特，普魯士皇家中將

### 6日
- 喬治·弗里德里希·菲克特，德國讚美詩作家和牧師
- 伯恩哈德·斯托格，德國天主教神學家、哲學家和教育家

### 7日
- 雅貝斯·鮑文，英國商人、政治家、律師和軍官
- 安德魯·富勒，英國神學家和浸信會教徒

### 8日
- 恩斯特·朱利葉斯·馮·馬古施，普魯士少將
- 路易-奧古斯特·茹維內爾·德·烏爾辛斯·德·哈威爾，法國騎兵將軍
- 克勞德-西克斯特·索特羅·德·馬西，法國記者和作家
- 大衛·拉姆齊，美國歷史學家和政治家

### 11日
- 阿萊塔·哈尼爾，德國商人

### 12日
- 博基汗，哈薩克王子

### 16日
- 喬納森·威廉姆斯，美國軍官和政治家

### 18日
- 弗里多林·斯陶布，瑞士企業家
- 奧古斯特·卡爾·亞歷山大·馮·讚蒂爾，德國法院官員和作家

### 21日
- 羅曼·霍夫施泰特，本篤會僧侶和作曲家
- 威廉·尼科爾森，英國電化學家、作家、翻譯家、記者、出版商、科學家、比重計發明者和電解發現者

### 23日
- 亨利·穆倫伯格，美國神學家和博物學家

### 25日
- 多梅尼科·普契尼，義大利作曲家

### 26日
- 喬治·威廉·巴托爾迪，德國教育家、雜誌編輯和作家
- 丹尼爾·杜威，美國律師和政治家

### 27日
- 馬修·克萊，美國政治家
- 格哈德·馮·希努伯（Gerhard von Hinüber），德國郵政局長和法警

### 日期不詳
- 約翰·內波穆克·梅希斯納，施瓦本畫家

## 6月

### 1日
- 路易-亚历山大·贝尔蒂埃，法國元帥
- 奧古斯特·克利斯蒂安·博赫克，德國語言學家、歷史學家和大學講師
- 詹姆斯·吉雷，英國漫畫家

### 2日
- 弗里德里希·卡爾·阿恩特，德國律師、市長和城市法官在卑爾根auf Rügen

### 7日
- 羅傑·尼爾森，美國政治家

### 14日
- 亨麗埃特·馮·克內貝爾，德國侍女和家庭教師
- 菲力浦·阿道夫·馮·什未林，普魯士少將和海因里希親王的私人朋友

### 16日
- 腓特烈·威廉，不倫瑞克公爵，拿破崙戰爭的德國軍事指揮官
- 弗裡德里希·卡爾·威廉·馮·霍恩洛厄-英格爾芬根，帝國陸軍元帥中尉，瑪麗亞·特蕾莎騎士勳章，霍恩洛厄-英格爾芬根親王
- 路易士-蜜雪兒·勒托爾，法國將軍
- 弗里德里希·邁爾（Friedrich Meier），德國畫家和解放戰爭的參與者

### 17日
- 路易-米歇爾·勒托爾，法國將軍
- 哈米杜大米，阿爾及利亞海盜船船長

### 18日
- 滑铁卢战役陣亡人物：
  - 讓-雅克·德斯沃·德·聖莫裡斯，法國將軍
  - 紀堯姆·菲利伯特·杜赫姆，法國將軍
  - 亞歷山大·戈登，英國參謀
  - 克勞德-艾蒂安·蜜雪兒，法國將軍
  - 湯瑪斯·皮克頓，英國將軍
  - 威廉·龐森比，英國將軍
  - 讓·巴蒂斯特·范·梅倫，荷蘭-比利時將軍

### 19日
- 約翰·奧古斯特·貝克，德累斯頓市長
- 雷蒙德·皮埃爾·佩恩，法國步兵將軍

### 20日
- 紀堯姆·菲利伯特·杜赫姆，法國將軍
- 乔治·蒙塔古，英國動物學家

### 21日
- 喬治·卡爾·奧古斯特·杜普拉特，不伦瑞克-吕讷堡选侯国上校和德國軍團準將
- 約翰·克利斯蒂安·沃爾塔爾，德國法學家

### 22日
- 路德維希·馮·高爾，黑森少將

### 24日
- 查理斯·李，美國律師和司法部長

### 25日
- 弗裡德里希·恩斯特·馮·肖羅斯，普魯士少將

### 26日
- 威廉·豪·德·蘭西，英國軍需官（在滑鐵盧受重傷）

### 27日
- 讓-巴蒂斯特·吉拉德，法國將軍（在利尼受重傷）

### 28日
- 鳥居清長，日本藝術家

### 29日
- 克利斯蒂安·弗裡德里希·施萬，德國出版商和書商

### 30日
- 弗里德里希·利奧波德·馮·施羅德，普魯士軍官和改革家

## 7月

### 1日
- 弗里德里希·西奧多·巴赫，普魯士公務員
- 約翰·赫爾曼·馮·梅勒，德國教育家和圖書館員

### 3日
- 弗裡德里希·威廉·馮·雷登，德國採礦和冶金先驅

### 4日
- 埃伯哈德·奥古斯特·威廉·冯·齐默尔曼，德國地理學家和自然歷史學家

### 5日
- 索菲·阿克曼，德國戲劇女演員
- 約瑟夫·巴克，美國政治家
- 馬克西米利安·弗里德里希·馮·默維爾特，奧地利將軍和外交官

### 6日
- 戈特利布·施內爾，解放戰爭中的德國律師和戰士
- 撒母耳·惠特布萊德，英國政治家

### 7日
- 卡爾·弗里德里希·埃爾薩瑟，德國法學家
- 佩德羅·德·加里貝，新西班牙總督
- Sakugawa Kanga（佐久川寬賀），沖繩早期Tōde大師

### 11日
- 漢斯·雅各·岡岑巴赫，瑞士政治家

### 16日
- 阿道夫·費迪南德·蓋倫，德國化學家
- 阿爾伯特·雅各·斯坦費爾特，德國鋼琴家、管風琴家和作曲家
- 約翰·彼得·沃爾德克，德國哥廷根法學教授

### 20日
- 讓·巴蒂斯特·路易·德·奧德貝爾·德·費魯薩克，法國軍官和軟骨病學家

### 24日
- 斐迪南德·伯恩哈德·維茨，奧地利醫生和植物學家

### 28日
- 菲力浦·巴頓·基，美國律師和政治家

## 8月

### 2日
- 纪尧姆·布律纳，法國軍人及政治人物

### 6日
- 詹姆斯·貝亞德，特拉華州美國參議員
- 朱塞佩·蓋拉爾代斯基（Giuseppe Gherardeschi），義大利指揮家、管風琴家、作曲家
- 威廉·弗里德里希·赫爾曼·萊因瓦爾德，德國圖書館員和語言學家
- 弗朗茨·威廉·馮·斯皮格爾，威斯特伐利亞貴族

### 8日
- 約翰·海因里希·弗裡德里希·穆勒，德國演員、作家和喜劇作家
- 安東·阿爾伯特·馮·舒勒恩·祖·施拉滕霍芬，奧地利法官和蒂羅爾辯護人

### 10日
- 帥湖，塞內卡的美洲原住民先知

### 13日
- 貝利奧茲的亞伯拉罕，普魯士少將
- 弗裡德里希·奧古斯特·維德堡，德國大學講師和語言學家

### 14日
- 弗朗切斯科·瑪麗亞·皮格納泰利，羅馬教會的義大利紅衣主教
- 约翰·斯蒂尔，美國政治家

### 15日
- 理查德·巴塞特，美國律師和政治家（聯邦黨）
- 讓-皮埃爾·拉梅爾，法國大革命和第一帝國將軍

### 16日
- 弗里德里克·貝思曼-恩澤爾曼，德國女演員和歌手

### 18日
- 昌西·古德裡奇，美國政治家

### 19日
- 查理斯·安吉利克·弗朗索瓦·胡切特·德拉貝多耶爾，拿破崙·波拿巴麾下的法國中將

### 20日
- 奧古斯特·威廉·馮·赫蒂格，皇家普魯士少將，最後是第4炮兵團的指揮官

### 21日
- 卡爾·約翰·阿德勒克魯茨，瑞典將軍
- 奧古斯特·弗裡德里希·博克，符騰堡大學講師，哲學、口才和詩歌教授，圖賓根主教
- 斯坦利·格裡斯沃爾德，美國政治家

### 22日
- 巴塞洛姆·霍納拉格，瑞士醫生

### 27日
- 約翰·弗里德里希·馮·梅爾卡茨，普魯士中將

### 30日
- 尤斯圖斯·克利斯蒂安·亨寧斯，德國道德哲學家和啟蒙哲學家

### 31日
- 卡爾·弗裡德里希·哈特曼，德國路德宗神學家

## 9月

### 1日
- 盧西的螺旋體，希臘學者和普魯士外交官

### 3日
- 約翰·默里，英美神學家和作家

### 5日
- 雅各·吉奧利特，德國公務員和政治家

### 8日
- 約翰·戈特利布·庫格蘭，奧斯特羅德的德國藥劑師，專門研究甲蟲的植物學家和昆蟲學家

### 9日
- 约翰·科普利，美國畫家

### 13日
- 米哈伊·加貝爾，匈牙利斯洛維尼亞作家

### 15日
- 卡爾·克利斯蒂安·馮·埃爾斯納，皇家普魯士中將，最後是維滕貝格的指揮官

### 16日
- 約翰·懷特希爾，美國政治家

### 18日
- 約翰·海因里希·昂克勞特，布里隆市長和貿易

### 20日
- 尼古拉斯·德斯馬雷斯特，法國地質學家

### 24日
- 約翰·塞維爾，美國政治家

### 26日
- 利奧波德·約翰內斯·達薩諾夫斯基，奧地利宮廷官員和皇室宮廷職位穩定主任

### 28日
- 尼古拉斯·德斯馬雷斯特，法國地質學家

### 29日
- 奧托·弗里德里希·路德維希·馮·沙克，普魯士軍官和文學家

### 日期不詳
- 玛丽莲·爱德华兹，英國天文學家

## 10月

### 13日
- 約阿希姆·穆拉，法國元帥，那不勒斯國王（被處決）
- 弗裡德里希·威廉·斯特裡德，德國圖書館員和歷史學家

### 14日
- 克利斯蒂安·路德維希·奧古斯特·馮·阿恩斯瓦爾特，樞密院議員兼議會院長、戰爭部長、哥廷根大學館長、皇家漢諾威國務和內閣大臣

### 19日
- 保羅·馬斯卡尼，義大利解剖學家
- 約阿希姆·弗裡德里希·威廉·馮·奧本，普魯士少將

### 22日
- 克勞德·勒古布，法國將軍

### 25日
- 伯納特·貝特蘭·薩斯特雷，加泰隆尼亞作曲家

### 26日
- 科內利斯·范德阿，荷蘭書商
- 約翰·約瑟夫·安東·胡貝爾，德國巴羅克畫家

### 28日
- 雅各·菲德利斯·阿克曼，德國醫生

### 29日
- 奧古斯特·威廉·馮·莫施，普魯士將軍和作家

## 11月

### 2日
- 戈特利布·克裡斯托夫·哈勒斯，德國古典語言學家、哲學家和文學史學家
- 弗里德里希·威廉·馮·赫茨伯格，普魯士軍官，最後一位少將
- 查理斯·泰勒森，英國政治家

### 3日
- 路易士·蜜雪兒·蒂博，法國建築師

### 9日
- 海因里希·博斯哈德·馮·魯米孔，瑞士農民、傳教士和大地測量學家

### 11日
- 達米安·雨果·菲力浦·馮·萊爾巴赫，德國伯爵、耶穌會士、教士、教務長和藝術贊助人

### 15日
- 斯蒂芬·赫德，美國政治家和喬治亞州州長
- 弗朗茨·澤弗·基什布納，奧地利畫家
- 約翰·弗里德里希·海因里希·潘澤，德國新教神學家和神職人員
- 約翰·盧卡斯·舒鮑爾，德國醫生和作曲家

### 17日
- 路易吉·阿西奧利，義大利歌手和作曲家
- 约瑟夫·哈伯沙姆，美國政治家
- 多蘿西婭·維曼，格林兄弟童話故事集的講故事者和來源

### 20日
- 羅傑·大衛斯，美國政治家

### 21日
- 約翰·格奧爾格·坦策爾，德國泥瓦匠大師、石匠、宮廷和（議會）建築商，恩斯特·路德維希·坦策爾（Ernst Ludwig Taentzel）的父親

### 25日
- 約翰·彼得·所羅門，小提琴家、作曲家、指揮家和音樂總監

### 30日
- 本傑明·孔蒂，美國政治家
- 約翰·迪翠希·倫多夫，德國農場工人

## 12月

### 3日
- 若望·卡罗尔，第一位美國羅馬天主教大主教

### 5日
- 克利斯蒂安·戈特弗裡德·格魯納，德國醫生和歷史學家

### 6日
- Hyppolyte-Victor Collet-Descotils，法國博物學家、化學家和礦物學家

### 7日
- 蜜雪兒·內伊，法國元帥（被處決）

### 8日
- 瑪麗·博桑奎特·弗萊徹，英國衛理公會傳教士和慈善家

### 10日
- 恩斯特·希克（Ernst Schick），德國小提琴家和作曲家

### 11日
- 安娜·裴斯泰洛齊，約翰·海因里希·裴斯泰洛齊的妻子

### 13日
- 約翰·布朗，美國政治家

### 15日
- 朱塞佩·博西（Giuseppe Bossi），義大利畫家和作家
- 弗里德里希·威廉·亞伯拉罕·蓋特納，普魯士司法專員和馬格德堡戰爭專員和法國殖民地馬格德堡財政專員
- 讓-約瑟夫·梅努雷，法國醫生，醫學論文作者和百科全書作家

### 18日
- 約翰·魯道夫·貝克爾，德國行政律師、作家和歷史學家

### 19日
- 克利斯蒂安·朱利葉斯·威廉·莫什，德國教育家和呂貝克Katharineum的校長
- 本杰明·史密斯·巴顿，美國植物學家
- 弗裡德里希·奧古斯特·韋茲，德國醫生和編年史家
- 蜜雪兒·沃爾德瑪律，法國小提琴家和作曲家

### 20日
- 喬瓦尼·梅利，義大利醫生、科學家和詩人

### 22日
- 何塞·玛丽亚·莫雷洛斯，墨西哥獨立戰爭領導人，被處決[1]
- 卡耶坦·托斯卡尼，義大利波西米亞畫家和製圖員，德累斯頓美術學院教授

### 23日
- 弗朗茨·澤弗·馮·奧芬貝格，奧地利陸軍元帥中尉
- 皮埃爾-法蘭索瓦·勒瓦塞爾，法國小提琴家和作曲家
- 揚·波托茨基，波蘭小說家、歷史學家和民族志學家

### 24日
- 弗朗茨·維克多·埃芬格，政治家

### 25日
- 約瑟夫·馮·馬德，奧地利法學教授和錢幣學家

### 26日
- 約翰·多米尼克·萊斯，玻璃廠業主
- 約翰·威廉·彼得森，德國圖書館員

### 27日
- 弗里德里希·卡爾·威廉·萊姆，德國鋼琴製造商和管風琴家

### 29日
- 莎拉·巴特曼，南非雜耍表演者
- 埃德梅·門特爾，法國製圖師

### 30日
- 奧盧夫·格哈德·蒂克森，德國東方學家

### 31日
- 沃爾特·鐘斯，美國政治家